# 河内隆
河内 隆（かわち たかし、1957年〈昭和32年〉9月24日 - ）は、日本の自治・総務・内閣府官僚。一般財団法人地域創造理事長。
独立行政法人鉄道建設・運輸施設整備支援機構理事長、京都市副市長などを歴任。

## 来歴
静岡県出身。武蔵高等学校を経て、1982年（昭和57年）、東京大学法学部を卒業。同年4月、自治省に入省。
自治省大臣官房総務課課長補佐、行政局行政課課長補佐、自治財政局公営企業課公営企業経営企画室長、総合通信基盤局電波部衛星移動通信課長などを歴任。
途中、徳島県や総理府に出向し、横浜市都市計画局みなとみらい21担当課長、徳島県総務部財政課長、国土庁土地局土地政策課課長補佐、総理府地方分権推進委員会事務局上席調査員、京都市副市長などを務め、国土庁土地局土地政策課課長補佐在任時には地価高騰期の土地税制を担当した。
2012年（平成24年）9月10日、内閣総務官に就任。
2015年（平成27年）9月25日、内閣府大臣官房長に就任。
2017年（平成29年）7月11日、内閣府事務次官に就任。
2019年（平成31年）1月15日、内閣府事務次官を退任。同年5月27日、日本生命保険特別顧問に就任。同年9月、キーストーン・パートナース特別顧問に就任。
2021年（令和3年）3月26日、独立行政法人鉄道建設・運輸施設整備支援機構理事長に就任。
2023年（令和5年）3月31日、独立行政法人鉄道建設・運輸施設整備支援機構理事長を退任。同年6月30日、一般財団法人地域創造理事長に就任。

## 人物
第30代東京大学総長の五神真とは武蔵高等学校の同級生で、記念祭の催しでお化け屋敷を企画した頃から面識があり、卒業後はほとんど接点がなかったが、内閣総務官在任時に総理大臣官邸の政策会議で再会したという。

## 年譜
- 1982年（昭和57年）4月 - 自治省入省[1]
- 1988年（昭和63年）12月 - 横浜市都市計画局みなとみらい21担当課長[1]
- 1990年（平成2年）9月 - 国土庁土地局土地政策課課長補佐[1]
- 1992年（平成4年）4月 - 徳島県総務部財政課長[1]
- 1994年（平成6年）11月 - 自治省大臣官房総務課課長補佐兼行政局行政課課長補佐[1]
- 1995年（平成7年）
  - 5月 - 自治省大臣官房総務課課長補佐[1]
  - 6月 -（併）総理府地方分権推進委員会設置準備室室員[1]
  - 7月 -（併）総理府地方分権推進委員会事務局上席調査員[1]
- 1998年（平成10年）4月 - 京都市理財局長[1]
- 2000年（平成12年）12月 - 京都市副市長[1]
- 2004年（平成16年）4月 - 自治財政局公営企業課公営企業経営企画室長[1]
- 2005年（平成17年）4月 - 総合通信基盤局電波部衛星移動通信課長[1]
- 2006年（平成18年）
  - 7月 - 内閣官房内閣参事官（内閣官房副長官補付）[1]
  - 7月 -（命）内閣官房拉致問題対策本部事務局総合調整室長[1]
  - 7月 -（併）内閣府大臣官房参事官[1]
  - 7月 -（併）内閣府大臣官房拉致被害者等支援担当室長[1]
- 2009年（平成21年）4月 - 内閣官房内閣情報調査室内閣参事官（国内部門）[1]
- 2010年（平成22年）8月 - 内閣官房内閣総務官室内閣審議官[1]
- 2012年（平成24年）9月 - 内閣官房内閣総務官室内閣総務官[1][6]
- 2015年（平成27年）9月 - 内閣府大臣官房長[1][5]
- 2017年（平成29年）7月 - 内閣府事務次官[1][3]
- 2019年（令和元年）
  - 5月 - 日本生命保険相互会社特別顧問[1]
  - 9月 - キーストーン・パートナース特別顧問[1]
- 2021年（令和3年）3月 - 独立行政法人鉄道建設・運輸施設整備支援機構理事長に就任[1][9]（2023年（令和5年）3月31日、退任[10]）。
- 2023年（令和5年）6月 - 一般財団法人地域創造理事長